# ززه موریرا
ززه موریرا (پرتغالی: Zezé Moreira; ۱۶ اکتبر ۱۹۰۷ – ۱۰ آوریل ۱۹۹۸) بازیکن و مربی فوتبال اهل برزیل بود.

## باشگاهی
از باشگاه‌هایی که در آن بازی کرده‌است می‌توان به فلامینگو، پالمیراس و باشگاه فوتبال بوتافوگو اشاره کرد.

## تیم ملی
وی در جام جهانی فوتبال ۱۹۵۴ سرمربی تیم ملی فوتبال برزیل بوده است.